# 코로고
코로고(Korhogo)는 코트디부아르의 북중부 사반 주에 있는 도시이다. 2008년 도시의 인구는 174,000명이었다. 목화, 케이폭, 기장, 땅콩, 옥수수, 마, 양, 염소, 다이아몬드 같은 물품을 생산하여 가공 처리한다. 식민지 시대 전에 대서양 연안의 주요한 무역 루트였다.
코로고는 세푸노어로 "유산"을 뜻한다. 14세기 세푸노족의 족장 낭기(Nangui)가 코로고를 설립했다고 전해지며, 현재까지 세푸노 족의 중심지이다. 명소로는 펠레포로 그봉 쿨리발리 주립 박물관(Péléforo Gbon Coulibaly Regional Museum)과 목각공예 거리가 있다. 또한 공항, 큰 규모의 시장, 영화관, 모스크, 수영장의 시설이 있다.